# Aggregaat (onderwijs)
Een aggregaat was in Vlaanderen een pedagogisch diploma dat iemand de bevoegdheid gaf om de vakken van de hoofdstudie te onderwijzen op een secundaire school. Het aggregaat was een nevenopleiding, naast een hoofdopleiding aan de universiteit.
De studie van het aggregaat omvatte enkele psychologische en pedagogische vakken, naast algemene didactiek en vakdidactiek, en een aantal uren stage (proeflessen).
Wie de graad bezit, is (in de terminologie van het Decreet betreffende de universiteiten in de Vlaamse Gemeenschap van 12 juni 1991) een “geaggregeerde voor het secundair onderwijs-groep 2”.
Bijvoorbeeld:
- een master (voorheen licentiaat) geschiedenis mag, als hij of zij in het bezit is van een aggregaatsdiploma, het vak (kunst-)geschiedenis onderwijzen.
- een master in de fysica mag de vakken fysica, wiskunde en scheikunde onderwijzen.

Ook in het hoger onderwijs, op het niveau van professionele bachelor, kan een master met een aggregaat lesgeven.
Met de hervorming van het hoger onderwijs naar de bachelor-masterstructuur was ook het aggregaat aan vernieuwing toe. De plannen (begin 2006) waren om het aggregaat op te waarderen tot een volledig jaar (60 studiepunten), eventueel in combinatie met de pedagogische opleidingen in het hoger onderwijs buiten de universiteit. In ieder geval zou het gedeelte stage-ervaring een zwaarder gewicht krijgen. Dit kreeg zijn vorm in de Academische lerarenopleiding (ALO), later hervormd tot de Specifieke lerarenopleiding (SLO). In tegenstelling tot het aggregaat staat de SLO open voor iedereen die een diploma van het secundair onderwijs bezit.

## Referentie
1. ↑  Hier elektronisch consulteerbaar. Gearchiveerd op 20 april 2021.